# Miguel Caviedes Medina
Miguel Caviedes Medina (* 30. Januar 1930 in Coltauco) ist ein chilenischer Geistlicher und emeritierter römisch-katholischer Bischof von Los Ángeles.

## Leben
Miguel Caviedes Medina empfing am 18. September 1954 von Bischof Eduardo Larraín Cordovez das Sakrament der Priesterweihe für das Bistum Rancagua.
Papst Johannes Paul II. ernannte ihn am 8. November 1982 zum Bischof von Osorno. Der Bischof von Rancagua, Alejandro Durán Moreira, spendete ihm am 19. Dezember desselben Jahres in Rancagua die Bischofsweihe; Mitkonsekratoren waren Orozimbo Fuenzalida y Fuenzalida, Bischof von Los Ángeles, und Alberto Jara Franzoy, Bischof von Chillán. Die Amtseinführung im Bistum Osorno fand am 2. Januar des folgenden Jahres statt.
Am 19. Februar 1994 wurde er zum Bischof von Los Ángeles ernannt und am 18. März desselben Jahres in das Amt eingeführt. Papst Benedikt XVI. nahm am 7. Januar 2006 seinen altersbedingten Rücktritt an.